# Архипелаг Бисмарка
Архипелаг Бисмарка (англ. Bismarck Archipelago; прежде — Новая Британия) — одна из островных групп Меланезии в Тихом океане, к северо-востоку от Новой Гвинеи. Часть государства Папуа — Новая Гвинея. Площадь около 49 700 км².

## География
Состоит из двух больших островов (Новая Британия и Новая Ирландия), островов Адмиралтейства и других, более мелких.
Крупные острова гористые (на острове Новая Британия высотой до 2300 м), мелкие — вулканические и коралловые; есть действующие вулканы. Влажно-экваториальные леса.
- Провинция Манус (№ 9 на карте)
  - Острова Адмиралтейства, включает группу из 18 островов:
    - Манус, основной остров
    - Лос-Негрос
    - Лоу
    - Ндрова (Дрова)
    - Тонг
    - Балуан
    - Пак
    - Purdy Islands
    - Рамбутио
    - Сент-Эндрюс

  - Острова Западные, включает:
    - Ауа
    - Острова Хермит
    - Острова Каниет
      - Sae Island

    - Острова Ниниго
    - Вувулу
- Провинция Новая Ирландия (12)
  - Новая Ирландия, основной остров
  - Новый Ганновер
  - Острова Сент-Маттиас
  - Острова Табар
  - Острова Лихир
  - Танга
  - Острова Фени
  - Dyaul Island
- Провинция Восточная Новая Британия (4)
  - Новая Британия, основной остров
  - Острова Дьюк-оф-Йорк
- Провинция Западная Новая Британия (18)
  - Новая Британия, основной остров
  - острова Виту
- Провинция Моробе (11)
  - Умбой
  - Tolokiwa Island
  - Саккар
  - Ritter Island
  - Malai Island
  - Tuam Island
- Провинция Маданг (8)
  - Лонг-Айленд
  - Crown Island
  - Каркар
  - Багабаг
  - Манам
- Провинция Восточный Сепик (5)
  - Острова Схаутена

## История
Острова архипелага были открыты в 1616 году голландцами Виллемом Схаутеном и Якобом Лемером. Английские названия появились после 1700 года, когда в этих водах появился капер и исследователь Уильям Дампир. Во второй половине 1875 года английский священник Джордж Браун основал на острове Дюк-оф-Йорк первую христианскую миссию. В 1884 году архипелаг стал германской колонией и был назван по имени канцлера Отто фон Бисмарка. Административно архипелаг сформировал Восточный округ Германской Новогвинейской компании.
После Первой мировой войны в 1920 году архипелаг вошёл в состав австралийской мандатной территории Новая Гвинея.
Во время Второй мировой войны Территория Новая Гвинея была оккупирована Японией и стала ареной интенсивных боёв. В 1943 году по плану «Z» японского командования на архипелаге проходила линия обороны.

## Население
Этнический состав — меланезийцы и папуасы. Значительные населенные пункты и порты: Рабаул (о. Новая Британия), Кавиенг (о. Новая Ирландия), Лоренгау (о-ва Адмиралтейства).

## Экономика
Выращиваются кокосовая пальма, бананы, сахарный тростник, табак, хлопчатник. Рыболовство, лов жемчуга.